# Halimium

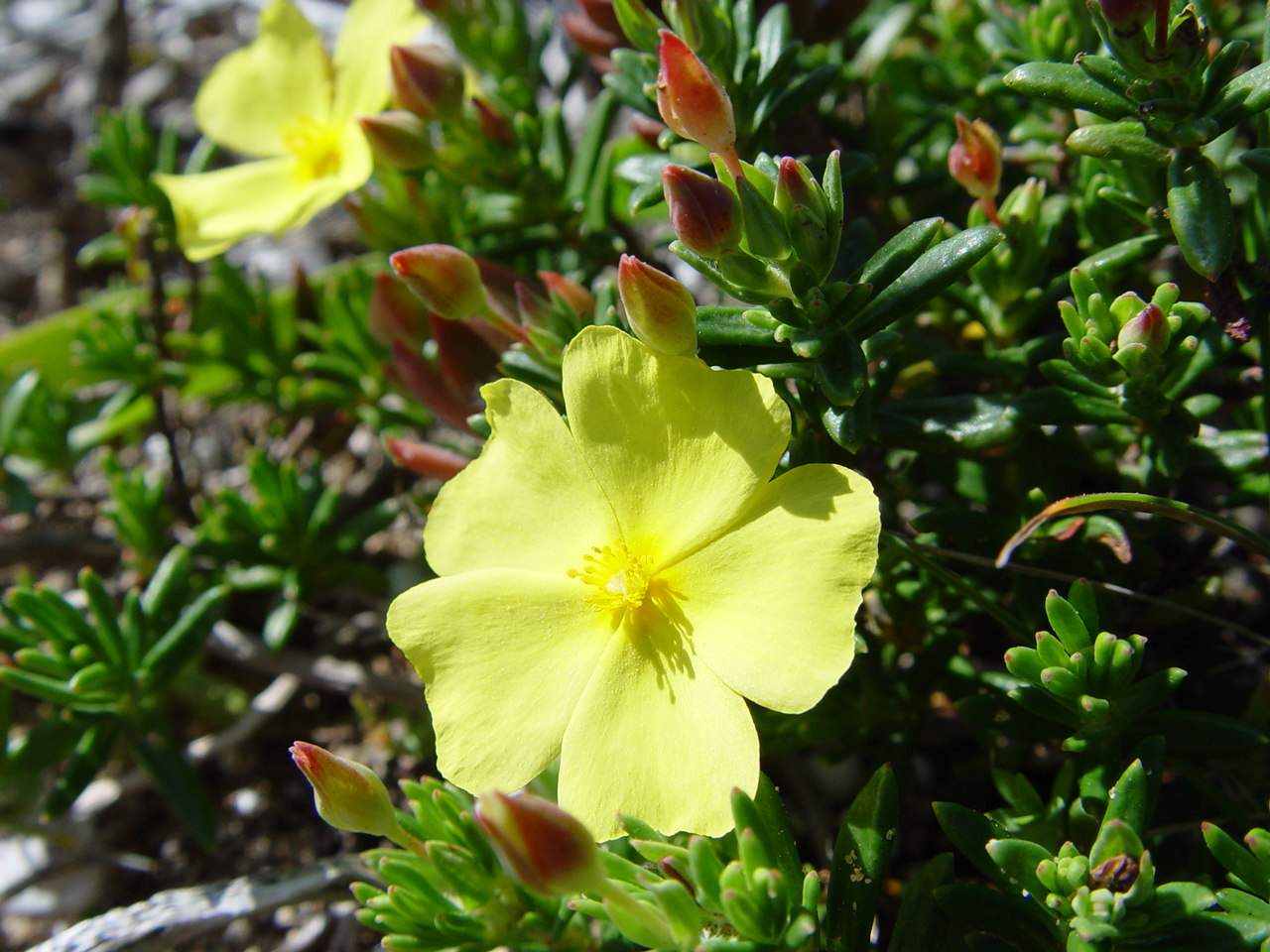
Halimium calycinum (flor).

Halimium é um género de plantas com flor pertencente à família Cistaceae cujas cerca de 12 espécies são conhecidas pelo nome comum de sargaço. O género é nativo da parte ocidental da região mediterrânica.

## Descrição
O género Halimium é um género que agrega 12 espécies de subarbustos de folhagem perene ou semi-perene estreitamente aparentadas do ponto de vista filogenético com o géneros Cistus cuja morfologia partilha. 
Os membros deste géneros são nativos do sul da Europa, Norte da África e da Ásia Menor, com o centro de diversidade nas regiões costeiras em torno do Mediterrâneo Ocidental.
As folhas apresentam filotaxia oposta e são simples, ovaladas, com 1–5 cm de comprimento e 0.5–2 cm de largura, variando de verde brilhante a verde-acinzentado e tomentoso.
As flores apresentam 1.5–4 cm de diâmetro, com 5 pétalas, de coloração esbranquiçada a amarela. Em algumas espécies, as flores são bicolores, com uma mancha basal vermelho-escuro ou castanha em cada pétala que funciona como guia de néctar para os insectos que levam a cabo a polinização.
Várias espécies de Halimium, e numerosos híbridos e cultivares delas derivados, são frequentemente cultivadas como planta ornamental, popular em jardins de pedras. Uma variedade mais ampla de cores está disponível entre os cultivares.

## Espécies
O género Halimium inclui as seguintes espécies:
- Halimium alyssoides
- Halimium atriplicifolium
- Halimium calycinum (syn. H. commutatum)[1]
- Halimium halimifolium
- Halimium lasianthum
- Halimium ocymoides
- Halimium umbellatum
- Halimium verticillatum
- Halimium viscosum

Em Portugal ocorrem várias espécies e subespécies de Halimium, quase todas conhecidas vulgarmente por sargaço, sargaça, sargacinha ou erva-sargaçinha. As espécies com ocorrência em Portugal são as seguintes:
- Halimium calycinum
- Halimium halimifolium
- Halimium lasianthum
- Halimium ocymoides
- Halimium umbellatum